# Rhynchosaurus
Rhynchosaurus (que significa "lagarto com bico") foi um gênero de réptil arcossauromorfo que habitou o Reino Unido durante o período Triássico. Sua espécie-tipo e única espécie foi descoberta nas formações Taporley Siltstone, e possivelmente arenitos imediatamente abaixo desta formação, e Grinshill Sandstone.

## Taxonomia

### Rhynchosaurus articeps

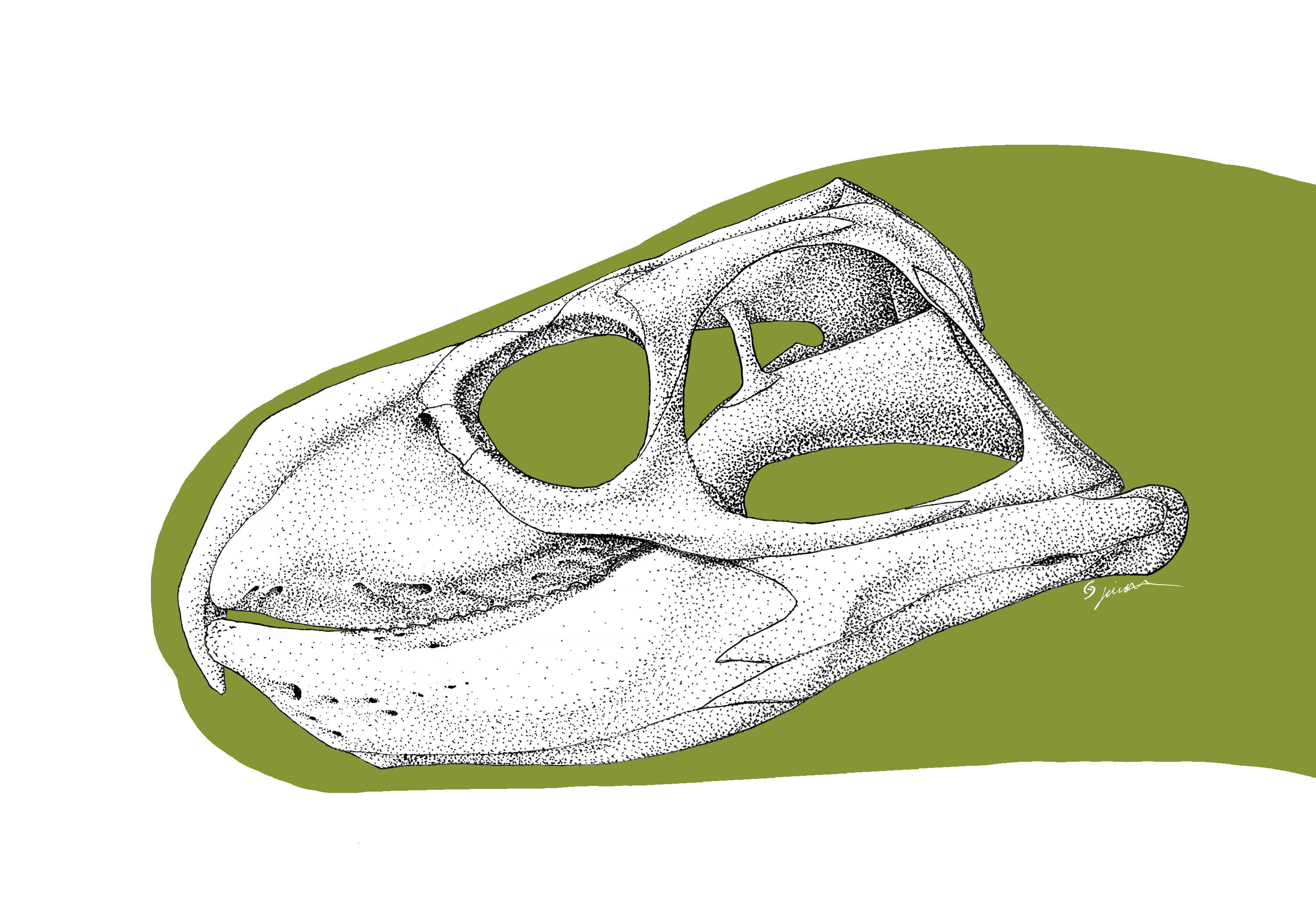
Reconstrução esquelética do crânio de um R. articeps.

Alguns anos antes de 1842, o dono de pedreira John Carline e o naturalista T. Ogier Ward descobriram os primeiros espécimes de Rhynchosaurus e os enviaram a um museu em Shropshire e à Sociedade de História Natural do Norte de Gales (Ward, no entanto, disse que foi ele quem primeiro achou os restos em 1838-39). Os ossos foram posteriormente descritos por Richard Owen em 1842, embora Ward, em 1840, tenha descrito pegadas (encontradas nos mesmos leitos que os ossos) que foram mais tarde identificadas como de "tipo rincossauróide". Os espécimes descritos por Owen são: SHRBM G132/1982, formalmente ShM 1 (um crânio bem completo e mandíbula); um crânio parcial agora perdido; SHRBM G134/1982, formalmente ShM 2 (algumas vértebras dorsais e costelas agora perdidas e uma escápula, coracóide e úmero); algumas vértebras caudais agora perdidas; algumas vértebras dorsais, costelas e membros agora perdidos; e um ílio parcial e dois ossos dos membros também perdidos. Apesar da relativa abundância de espécimes, nenhum holótipo foi designado em ambas as descrições de Owen. Sendo assim, em 1990, Benton designou um lectótipo, SHRBM G132/1982, e um paralectótipo, SHRBM G134/1982. Cerca de 17 indivíduos de R. articeps são conhecidos, mas o número mínimo estimado de indivíduos com base na quantidade de crânios é 7.

### "Rhynchosaurus brodiei"

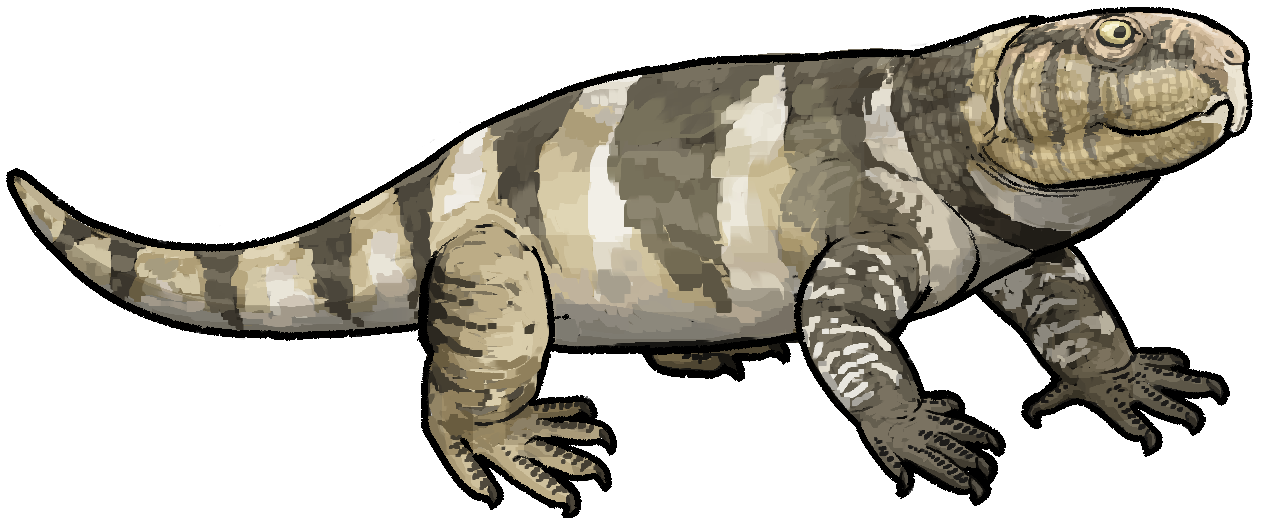
Reconstrução de um R. articeps.

Cerca de 15 espécimes individuais escavados na Formação Bromsgrove Sandstone foram encaminhados à espécie "R. brodiei" por Benton em 1990. Entretanto, em 2016, Ezcurra e colegas alegaram que alguns espécimes de "R. brodiei" descritos por Benton não se sobrepõem ao holótipo da espécie (NHMUK PV R8495 e WARMS G6097/1, um crânio parcial que foi preparado em duas instituições diferentes), enquanto outros não tem uma morfologia consistente com a do espécime-tipo. Portanto, "R. brodiei" deve ser restrito ao holótipo.
Butler et al. (2015), foram os que primeiro evidenciaram que Rhynchosaurus (naquele momento composto por R. articeps e R. brodiei) podia não ser monofilético, mas sim parafilético. Ezcurra et al. (2016) então mostraram mais evidências a favor disso e erigiram o gênero Langeronyx para a espécie "R. brodiei".

### "Rhynchosaurus spenceri"
A espécie "R. spenceri" foi nomeada e descrita inicialmente por Benton em 1990. Um crânio parcial e mandíbula (espécime EXEMS 60/1985.292) foram designados como holótipo. 34 espécimes pertencem a esta espécie, representando pouco mais de 24 indivíduos. Todos os espécimes foram encontrados na Formação Otter Sandstone.
Em seu artigo de descrição inicial, "R. spenceri" não foi incluído na análise cladística porque era muito incompleto, ação criticada por Wilkinson e Benton. Estes autores, então, incluíram a espécie em análise filogenéticas e encontraram dois cenários: no primeiro, ela estaria entre as duas outras espécies de Rhynchosaurus (R. articeps e "R. brodiei"); no segundo, ela pertenceria a um clado de rincossauros do Triássico Superior. Langer e Schultz, anos mais tarde, chegaram no mesmo resultado. Sendo assim, em 2008, Hone e Benton ergueram um novo gênero para "R. spenceri": Fodonyx.